# Суд мостовой
Суд мостовой (по-латышски закрепилось аналогичное название «Bruģu tiesa») — специальная судебная инстанция, учреждённая шведским генерал-губернатором Класом Окесоном Тоттом в 1671 году для Рижского уезда. 
По своей функциональной специфике этот судебный орган причислялся к судам общего порядка (орднунгсгерихт). Этот суд просуществовал с небольшими перерывами вплоть до 1889 года, когда в рамках всей Российской империи была проведена всеобщая судебная реформа, действие которой также коснулось прибалтийских губерний. Суд мостовой совмещал три функции — полицейскую, собственно судебную и административную. Своё название он получил по одному из своих главных предназначений — отвечать за качество сельских мощёных дорог в Лифляндии. Полностью в компетенцию судебной инстанции этого уровня входили вопросы, связанные с мелкими преступлениями, а более крупные дела подвергались расследованию в рамках «Суда мостовой», а затем в финальной стадии перенаправлялись в земские суды для окончательной доработки. В состав этого органа входили один судья и два адъюнкта. Отделения Суда мостовой располагались во всех остальных уездах Лифляндии.